# Octinodes carinatus
Octinodes carinatus is een keversoort uit de familie van de kniptorren (Elateridae). De wetenschappelijke naam van de soort werd in 1896 gepubliceerd door George Charles Champion.